# Бебалем
Бебалем (фр. Bebalem) — небольшой город и супрефектура в Чаде, расположенный на территории региона Западный Логон. Входит в состав департамента Нгуркоссо.

## Географическое положение
Город находится в юго-западной части Чада, к западу от реки Западный Логон, на высоте 508 метров над уровнем моря.
Населённый пункт расположен на расстоянии приблизительно 370 километров к юго-юго-востоку (SSE) от столицы страны Нджамены

## Население
По данным официальной переписи 2009 года численность населения Бебалема составляла 16 832 человека (8104 мужчины и 8728 женщин). Население супрефектуры по возрастному диапазону распределилось следующим образом: 48,7 % — жители младше 15 лет, 46,7 % — между 15 и 59 годами и 4,6 % — в возрасте 60 лет и старше.

## Транспорт
Ближайший аэропорт расположен в городе Лаи.